# Wohyń (gmina)
Wohyń (do 1921 gmina Lisia Wólka) – gmina wiejska w województwie lubelskim, w powiecie radzyńskim. W latach 1975–1998 gmina położona była w województwie bialskopodlaskim. Dawna gmina w Wielkim Księstwie Litewskim na granicy z Koroną.
Siedziba gminy to Wohyń.
Według danych z 30 czerwca 2004 gminę zamieszkiwało 7335 osób.

## Struktura powierzchni
Według danych z roku 2002 gmina Wohyń ma obszar 178,17 km², w tym:
- użytki rolne: 73%
- użytki leśne: 19%

Gmina stanowi 18,46% powierzchni powiatu.

## Demografia

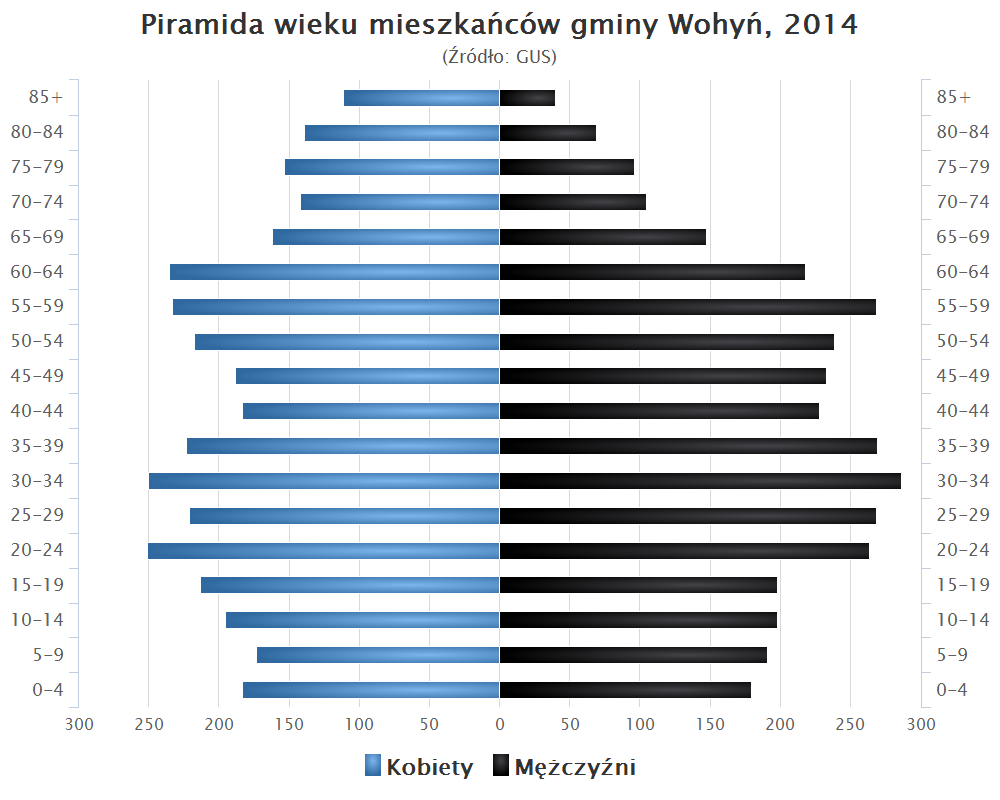
Piramida wieku mieszkańców gminy Wohyń w 2014 roku

Dane z 30 czerwca 2004:
| Opis                              | Ogółem | Ogółem | Kobiety | Kobiety | Mężczyźni | Mężczyźni |
| --------------------------------- | ------ | ------ | ------- | ------- | --------- | --------- |
| jednostka                         | osób   | %      | osób    | %       | osób      | %         |
| populacja                         | 7335   | 100    | 3652    | 49,8    | 3683      | 50,2      |
| gęstość zaludnienia (mieszk./km²) | 41,2   | 41,2   | 20,5    | 20,5    | 20,7      | 20,7      |

## Sołectwa
Bezwola (sołectwa: Bezwola I i Bezwola II), Bojanówka, Branica, Branica-Kolonia, Kuraszew, Lisiowólka, Ossowa, Ostrówki, Planta, Suchowola, Suchowola-Kolonia, Świerże, Wohyń (sołectwa: Wohyń I i Wohyń II), Wólka Zdunkówka, Zbulitów Mały.

## Inne
Branica-Kolonia, Gradowiec, Suchowola (kolonia), Suchowola (osada leśna SIMC 1024959), Suchowola (osada leśna SIMC 1024965), 

## Sąsiednie gminy
Czemierniki, Drelów, Komarówka Podlaska, Milanów, Radzyń Podlaski, Siemień